# Corsia acuminata
Corsia acuminata ist eine blattgrünlose Pflanzenart aus der Familie der Corsiaceae.

## Merkmale
Wie alle Arten der Gattung hat auch Corsia acuminata die Photosynthese aufgegeben und bildet dementsprechend kein Chlorophyll mehr. Stattdessen lebt sie myko-heterotroph von einem Mykorrhizapilz, der in Symbiose mit einer weiteren Pflanze lebt.
Corsia acuminata ist eine ausdauernde Pflanze, die nur zur Blütezeit oberirdisch wächst. Aus dem kurzen, kriechenden Rhizom sprießen dann bis zu 25 Zentimeter lange, zylindrische und fein geriffelte, unverzweigt und aufrecht wachsende Stängel. Die 10 bis 15 Millimeter langen, zugespitzten Blätter sind auf scheidige, fünfnervige Schuppenblätter reduziert; die Tragblätter sind von ähnlicher Gestalt, aber schmaler. 
Die aufrechten Einzelblüten sind endständig und stehen an 30 bis 70 Millimeter langen Blütenstielen. Von den sechs Blütenblättern (je drei Tepalen in zwei Blütenblattkreisen) sind fünf eiförmig bis linealisch-eiförmig, 5 bis 7 Millimeter lang und 1,3 bis 2 Millimeter breit, einnervig, unbehaart, spitz und am Ansatz meist schräg. Das oberste sechste, das sogenannte Labellum, ist granat- bis dunkelrot mit gelb-braunem Rand, breit elliptisch bis trapezförmig, am obersten Rand papillös und mit 12 bis 15 Millimeter Länge stark vergrößert. Es umschließt anfangs die Blütenknospe und überdeckt nach ihrer Öffnung schützend die anderen Blütenorgane. Am Ansatz ist das Labellum über einen 4 bis 5 Millimeter langen Steg aus Kallusgewebe am Gynostemium verwachsen („genagelt“), auf dem eine aufrechte Erhebung steht; es wird von einer Mittelrippe und auf jeder Seite von 5 oder 6 verzweigten |Parallelnerven durchzogen. 
Das Gynostemium ist 1 bis 1,5 Millimeter lang; der freie Anteil der Staubblätter erreicht 1 Millimeter Länge. Die Staubbeutel sind gelb und ebenfalls 1 Millimeter lang. Der Fruchtknoten ist 15 bis 20 Millimeter lang, die Kapselfrucht ist unbehaart und 2,5 bis 3 Zentimeter lang.

## Verbreitungsgebiet
Corsia acuminata ist zweimal im östlichen Teil Neuguineas (Region um Morobe) in Höhenlagen von 1400 bzw. 1830 Metern aufgesammelt worden.

## Systematik
Corsia acuminata wurde 1946 von Louis Otho Williams erstbeschrieben und gehört zur Sektion Unguiculatis.